# Bistum Enshi
Das Bistum Enshi (lat.: Dioecesis Scenanensis) ist ein römisch-katholisches Bistum mit Sitz in Enshi in der Volksrepublik China.

## Geschichte
Papst Pius XI. gründete das Apostolische Vikariat Shihnan am 14. Juni 1938 aus Gebietsabtretungen des Apostolischen Vikariats Ichang. 
Mit der Apostolischen Konstitution Quotidie Nos wurde es am 11. April 1946 zum Bistum erhoben. 

## Ordinarien

### Apostolischer Vikar von Shihnan
- John Baptist Hu Ruo-han (13. Februar 1940–1942, gestorben)

### Bischöfe von Enshi
- Noël Gubbels OFM (11. April 1946 – 18. November 1950) (Apostolischer Administrator)